# Töreboda församling
Töreboda församling är en församling i Vadsbo kontrakt i Skara stift. Församlingen ligger i Töreboda kommun i Västra Götalands län och ingår i Töreboda pastorat.

## Administrativ historik
Församlingen har medeltida ursprung under namnet Björkängs församling. Namnändring skedde 1939. En kortare tid före 1871 var församlingen en kapellförsamling.
Församlingen var till 1957 annexförsamling i pastoratet Fredsberg, Bäck och Björkäng/Töreboda som även till omkring 1580 omfattade Kyrketorps församling. Från 1961 till 2010 var församlingen moderförsamling i pastoratet Töreboda, Fredsberg och Bäck som från 1995 även omfattade Halna församling. Församlingen införlivade 2002 Halna församling och ingår sedan 2010 i Töreboda pastorat.

## Kyrkor
- Halna kyrka
- Töreboda kyrka